# Nerezi
För andra betydelser, se Nerezi (olika betydelser).
Nerezi (makedonska: Нерези) är en ort i Nordmakedonien. Den ligger i kommunen Struga, i den västra delen av landet, 100 km sydväst om huvudstaden Skopje. Nerezi ligger 870 meter över havet och antalet invånare är 213.